# Großer Preis von Monza 1953

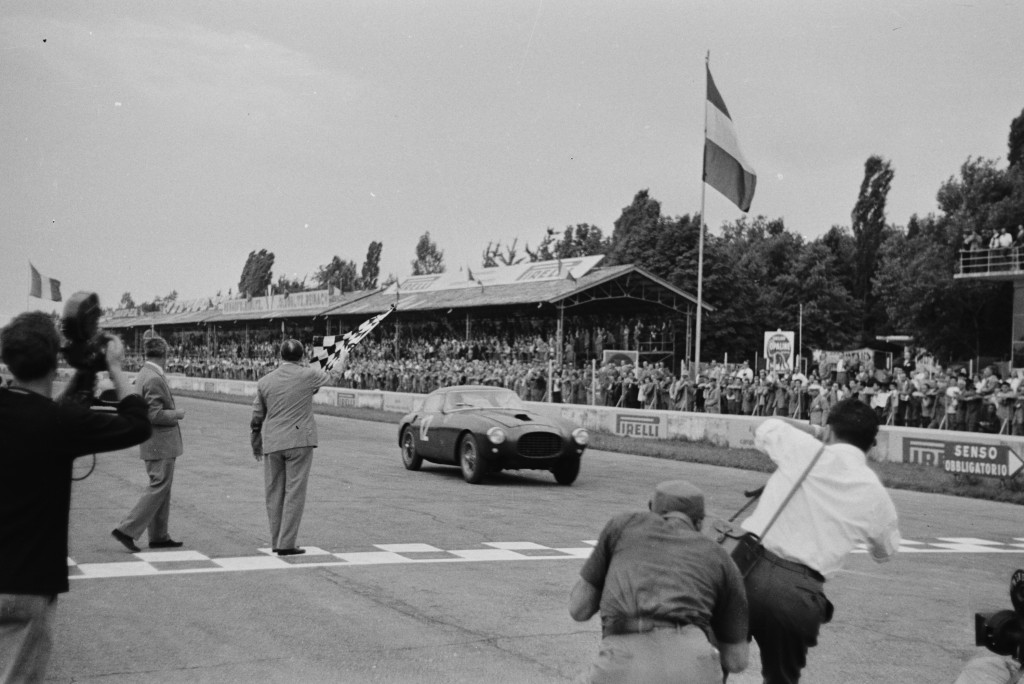
Luigi Villoresi im Ferrari 250MM bei der Zielankunft

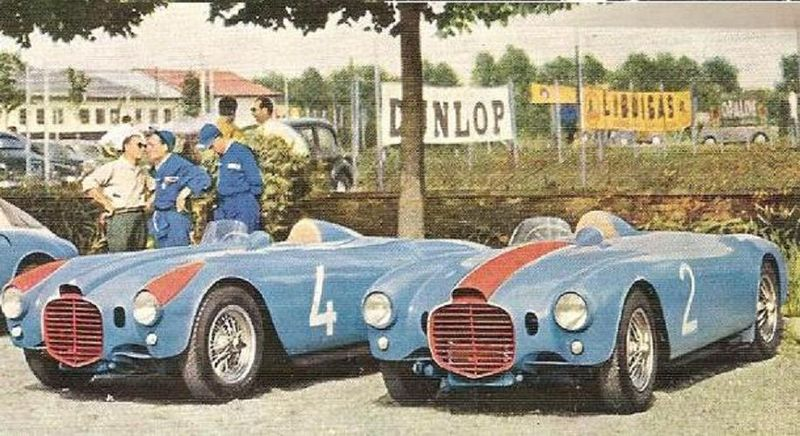
Der beiden Lancia D23 von Felice Bonetto und José Froilán González

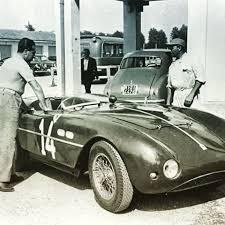
Alberto Ascari bedankt seinen Ferrari 735 Sport

Der Große Preis von Monza 1953, auch VI Gran Premio dell' Autodromo Gara Internazionale Monza, fand am 29. Juni auf dem Autodromo Nazionale Monza statt. Das Rennen zählte zu keiner Rennserie.

## Das Rennen
Der Große Preis von Monza war ein Sportwagenrennen, das auf dem Rundkurs von Monza ohne die Steilkurven ausgefahren wurde. 70 zu fahrende Runden ergaben eine Gesamtdistanz von 441 km ergab. Das Rennen hatte zwei Wertungsläufe über jeweils 35 Runden. Die Ergebnisse wurden zu einer Gesamtwertung addiert. Gefahren wurde nur in der Klasse für Sportwagen bis 3,0-Liter-Hubraum; Fahrerwechsel waren nicht gestattet.
Sowohl Ferrari als auch Lancia waren mit Werkswagen und deren damaligen Spitzenfahrern vertreten. Die Gesamtwertung sicherte sich Luigi Villoresi auf einem Ferrari 250MM Pinin Farina Berlinetta vor Felice Bonetto, der einen Lancia D23 fuhr, und seinem Team- und Typenkollegen Giuseppe Farina, der Dritter wurde.

## Ergebnisse

### Schlussklassement
| 1               | S 3.0 | 12 | Scuderia Ferrari       | Luigi Villoresi        | Ferrari 250MM Pinin Farina Berlinetta | 70 |
| 2               | S 3.0 | 4  | Scuderia Lancia        | Felice Bonetto         | Lancia D23                            | 70 |
| 3               | S 3.0 | 10 | Scuderia Ferrari       | Giuseppe Farina        | Ferrari 250MM Vignale Spyder          | 70 |
| 4               | S 3.0 | 16 | Scuderia Ferrari       | Mike Hawthorn          | Ferrari 625TF                         | 69 |
| 5               | S 3.0 | 28 | Eugenio Castellotti    | Eugenio Castellotti    | Ferrari 250MM Pinin Farina Berlinetta | 68 |
| 6               | S 3.0 | 22 | Luigi Piotti           | Luigi Piotti           | Ferrari 250 MM Motto                  | 67 |
| 7               | S 3.0 | 18 | Franco Bordoni-Bisleri | Salvatore Casella      | Gordini T15S                          | 67 |
| 8               | S 3.0 | 26 |                        | Roberto Bonomi         | Ferrari 250S Vignale                  | 66 |
| 9               | S 3.0 | 52 | Piero Scotti           | Piero Scotti           | Ferrari 250MM Vignale                 | 65 |
| 10              | S 3.0 | 34 |                        | Antonio Stagnoli       | Ferrari 225S Vignale                  | 65 |
| 11              | S 3.0 | 44 |                        | Yvonne Simon           | Ferrari 166MM Zagato                  | 55 |
| Ausgefallen     |       |    |                        |                        |                                       |    |
| 12              | S 3.0 | 38 |                        | Emilio Giletti         | Maserati A6GCS                        | 50 |
| 13              | S 3.0 | 20 | Franco Bordoni-Bisleri | Franco Bordoni-Bisleri | Gordini T15S                          | 35 |
| 14              | S 3.0 | 8  | Scuderia Lancia        | Robert Manzon          | Lancia D20                            | 32 |
| 15              | S 3.0 | 32 |                        | Adolfo Macchieraldo    | Ferrari 212                           | 22 |
| 16              | S 3.0 | 2  | Scuderia Lancia        | José Froilán González  | Lancia D23                            | 21 |
| 17              | S 3.0 | 14 | Scuderia Ferrari       | Alberto Ascari         | Ferrari 735 Sport                     | 13 |
| 18              | S 3.0 | 24 |                        | Franco Cornacchia      | Ferrari 212 Export                    | 13 |
| 19              | S 3.0 | 32 | Bianca-Maria Piazza    | Bianca-Maria Piazza    | Ferrari 250MM Pinin Farina            | 11 |
| 20              | S 3.0 | 50 |                        | Pietro Palmieri        | Ferrari 250MM                         | 3  |
| 21              | S 3.0 | 30 |                        | Emilio Wartenweiler    | Ferrari 166MM                         | 2  |
| Nicht gestartet |       |    |                        |                        |                                       |    |
| 22              | S 3.0 | 42 |                        | Onofre Marimón         | Maserati A6GCS                        | 1  |

1nicht gestartet

### Nur in der Meldeliste
Zu diesem Rennen sind keine weiteren Meldungen bekannt.

### Klassensieger
| Klasse | Fahrer          | Fahrzeug                              | Platzierung im Gesamtklassement |
| ------ | --------------- | ------------------------------------- | ------------------------------- |
| S 3.0  | Luigi Villoresi | Ferrari 250MM Pinin Farina Berlinetta | Gesamtsieg                      |

### Renndaten
- Gemeldet: 22
- Gestartet: 22
- Gewertet: 11
- Rennklassen: 1
- Zuschauer: unbekannt
- Wetter am Renntag: warm und sonnig
- Streckenlänge: 6,300 km
- Fahrzeit des Siegerteams: 2:30:49,700 Stunden
- Gesamtrunden des Siegerteams: 70
- Gesamtdistanz des Siegerteams: 441,000 km
- Siegerschnitt: 175,453 km/h
- Schnellste Trainingszeit: Alberto Ascari –  Ferrari 735 Sport (#14) – 2:05,900
- Schnellste Rennrunde: Giuseppe Farina –  Ferrari 250MM Vignale Spyder (#10) – 2:07,200 =178,301 km/h
- Rennserie: zählte zu keiner Rennserie